# Agata Wojda
Agata Ewa Wojda (ur. 25 maja 1981 w Kielcach) – polska polityczka i działaczka samorządowa, w latach 2021–2023 wiceprezydent, a od 2024 prezydent Kielc.

## Życiorys
Ukończyła politologię na Uniwersytecie Jana Kochanowskiego w Kielcach. Została także absolwentką studiów podyplomowych z zakresu public relations.
Dołączyła do Platformy Obywatelskiej. Przez osiem lat pracowała jako rzeczniczka prasowa wojewody świętokrzyskiego. W 2010, 2014 i 2018 uzyskiwała mandat radnej miejskiej Kielc, otrzymując odpowiednio 1017 głosów, 1350 głosów oraz 2881 głosów. Kierowała komisją zajmującą się gospodarką komunalną i ochroną środowiska. W 2019 bez powodzenia kandydowała do Sejmu IX kadencji z okręgu nr 33, zdobywając 6600 głosów. W kwietniu 2021 została zastępczynią prezydenta miasta Bogdana Wenty, w lipcu 2023 odwołano ją z tej funkcji. W styczniu 2024 została doradczynią wojewody świętokrzyskiego.
W wyborach samorządowych w 2024 kandydowała na prezydenta Kielc z ramienia Koalicji Obywatelskiej; w pierwszej turze wyborów otrzymała 25 608 głosów (33,63%), przechodząc do drugiej tury, w której pokonała Marcina Stępniewskiego z Prawa i Sprawiedliwości z wynikiem 38 256 głosów (56,54%). Urząd prezydenta miasta objęła 7 maja 2024.